# 第61回選抜高等学校野球大会決勝
第61回選抜高等学校野球大会決勝（だい61かいせんばつこうとうがっこうやきゅうたいかいけっしょう）は、1989年（平成元年）4月5日に阪神甲子園球場で行われた、愛知・東邦高校と大阪・上宮高校で行われた第61回選抜高等学校野球大会の決勝戦。延長10回の熱戦となり、東邦が延長10回裏に逆転サヨナラ勝ちした試合である。

## 試合概要
第61回高等学校野球大会決勝は、山田喜久夫と原浩高のバッテリーとはじめとして前年の準優勝メンバーの主力を擁する東邦と、元木大介・種田仁・小野寺在二郎・宮田正直と後にプロ入りするメンバーを多く擁する上宮の、対戦前から下馬評の高かったチーム同士の対戦となった。
試合は上宮・宮田正直と東邦・山田喜久夫の投げ合いとなる。5回に両チーム1点ずつを取り合い、1-1のまま延長戦に突入。7回あたりから一投一打にスタンドからどよめきが起こるという緊迫した展開となっていた。
延長10回表、上宮は2死1塁から元木の左前打で2死1,2塁とし、5番の岡田浩一がサード強襲安打を放って勝ち越し、2-1でリード。延長10回裏、宮田は先頭打者村上に死球を与えたが、東邦の意表を突いた初球の強攻策が裏目に出て安井が2ゴロ併殺打を喫し、上宮は優勝まであと1人となる。
しかし上宮の宮田は優勝へのプレッシャーからか、1番打者山中にストレートの四球、2番打者高木にショートへの内野安打を許し、2死1・2塁。ここで3番打者・原がつまりながらもセンター前ヒットを打ち、センター小野寺がバックホームするものの2塁走者山中が生還。東邦は同点に追いつく。そのとき1塁走者高木は2塁をオーバーラン、気付いたキャッチャーの塩路がサードの種田へ送球し、走者高木は2・3塁間に挟まれた。
その後、サードの種田がセカンド内藤に送球、これを内藤が捕球することができず、更にカバーに入ったライトの岩崎も後逸し、ボールは無人の外野へと転々と転がっていった。その間に2塁走者高木は生還し、3-2で東邦が劇的な逆転サヨナラ勝ち、通算4度目のセンバツ優勝となった（同点のホームを踏んだ山中は生還後、高木を迎え入れるべくホームベースの砂を両手で払っていた）。その瞬間、原をはじめとする東邦ナインはホームベース付近で歓喜の輪ができ、その後阪口監督を皆で胴上げした。反対にあと1人からまさかのサヨナラ負けを喫した元木をはじめとする上宮ナインは、その場でうずくまった。上宮の山上監督は最後までしっかりするように元木の頬を両手で軽く叩き、みんなには『しっかりしろ、まだ野球は終わっていない!!』と鼓舞していた。
この時、毎日放送での中継で実況を務めた水谷勝海は、「ボールが遠い!にげていく!!ボールが逃げて行く、ライトへ…ランナーがホームに向かう…サヨナラ!あまりにもかわいそう!!みんなしゃがみこんで起き上がれない!グラウンドにしゃがみこんだまま…、あまりにも無情!」と絶叫した。またNHKの中継では、実況を務めた西田善夫が冷静な口調で「勝って泣き、負けて泣くセンバツの決勝!サヨナラの幕切れでした」と実況した。そして、東邦の校歌が終わったあと、数秒間の沈黙の後に「本当に野球は何が起こるかわかりませんね」とのコメントを発している。
東邦にとっては、初優勝した1934年の選抜と同じ日に延長十回2点もぎ取り逆転優勝したゲームの再現となった。上宮にとっては、本大会通して決勝までエラーがわずかに1つの堅い守備が最後に崩れた瞬間だった。
選抜大会期間中、NHKでは試合と試合の間にセンバツ名場面名勝負が放送されており、この試合も度々『逃げていった初優勝』と題して紹介されている。
|      | 1 | 2 | 3 | 4 | 5 | 6 | 7 | 8 | 9 | 10 | R | H  | E |
| ---- | - | - | - | - | - | - | - | - | - | -- | - | -- | - |
| 上宮 | 0 | 0 | 0 | 0 | 1 | 0 | 0 | 0 | 0 | 1  | 2 | 10 | 1 |
| 東邦 | 0 | 0 | 0 | 0 | 1 | 0 | 0 | 0 | 0 | 2x | 3 | 10 | 2 |

1. 上：宮田（9回2/3）
2. 東：山田（10回）
3. 審判
［球審］布施
［塁審］田中・岡本・本郷
4. 試合時間：3時間9分
| 上宮 | 上宮 | 上宮                |
| 打順 | 守備 | 選手                |
| ---- | ---- | ------------------- |
| 1    | [三] | 種田仁（3年）       |
| 2    | [二] | 内藤秀之（3年）     |
| 3    | [中] | 小野寺在二郎（3年） |
| 4    | [遊] | 元木大介（3年）     |
| 5    | [左] | 岡田浩一（3年）     |
| 6    | [一] | 鈴木英晃（3年）     |
| 7    | [投] | 宮田正直（2年）     |
| 8    | [捕] | 塩路厚（2年）       |
| 9    | [右] | 岩崎勝己（3年）     |

| 東邦 | 東邦 | 東邦              |
| 打順 | 守備 | 選手              |
| ---- | ---- | ----------------- |
| 1    | [中] | 山中竜美（3年）   |
| 2    | [二] | 高木幸雄（3年）   |
| 3    | [捕] | 原浩高（3年）     |
| 4    | [左] | 佐治靖生（3年）   |
| 5    | [投] | 山田喜久夫（3年） |
| 6    | [一] | 村田将之（3年）   |
| 7    | [遊] | 中川恵造（3年）   |
| 8    | [三] | 村上恒仁（2年）   |
| 9    | [右] | 安井総一（3年）   |

## その後
両校とも夏の甲子園に出場し、東邦は1回戦で倉敷商に1-2で敗れた。一方、上宮は準々決勝でエース大越基率いる仙台育英に2-10で敗れたが、同年に行われた国体では優勝を果たした。そして4年後の第65回選抜高等学校野球大会で上宮は初優勝を果たしている。先述の夏の甲子園では初日に両校が登場。東邦が第2試合、上宮が第3試合という「ニアミス」となったが、明暗を分ける形となった。

## 参考資料
- 廣済堂出版 『ホームラン』2016年9月号臨時増刊、歴代春夏甲子園メンバー表大全集　p54、p76